# Losacio
Losacio es un municipio y localidad española de la provincia de Zamora, en la comunidad autónoma de Castilla y León. Cuenta con una población de 89 habitantes (INE 2024).

## Toponimia
La etimología del topónimo Losacio, estaría formada por la base losa o lausa y el sufijo latino -ācĕus, indicador de proceso constructivo material. Se trataría por lo tanto de la referencia a alguna construcción techada con losa, hecho frecuente en el noroeste peninsular en la arquitectura popular de molinos de agua y hornos, elementos particularmente necesitados de refuerzo ante el peligro, respectivamente, de inundaciones o incendios.

## Historia

### Edad Media
Durante la Edad Media Losacio quedó integrado en el Reino de León, cuyos monarcas habrían acometido la repoblación de la localidad dentro del proceso repoblador llevado a cabo en la zona. Tras la independencia de Portugal del reino leonés, en 1143, la localidad habría sufrido por su situación geográfica los conflictos entre los reinos leonés y portugués por el control de la frontera.
Por otro lado, durante los siglos XIII y XIV Losacio perteneció a la Orden del Temple, formando parte de la encomienda templaria de Alba una vez que el rey Alfonso IX de León otorgó a esta Orden la comarca, donación que se hizo efectiva en 1220 tras una posible entrega anterior.

### Edades Moderna y Contemporánea
Durante la Edad Moderna, Losacio estuvo integrado en el partido de Carbajales de Alba de la provincia de Zamora, tal y como reflejaba en 1773 Tomás López en Mapa de la Provincia de Zamora. Así, al reestructurarse las provincias y crearse las actuales en 1833, la localidad se mantuvo en la provincia zamorana, dentro de la Región Leonesa, integrándose en 1834 en el partido judicial de Alcañices, dependencia que se prolongó hasta 1983, cuando fue suprimido el mismo e integrado en el Partido Judicial de Zamora.
El Diccionario Geográfico-Estadístico-Histórico de España y sus Posesiones en Ultramar de Pascual Madoz (1845) dice de Losacio:

L. con ayunt. en la prov. de Zamora (6 leg.), part. jud. de Alcañices (5), dióc. de Santiago (40), aud. terr. y c. g. de Valladolid (18). SIT. en una hondonada circuida de pequeñas colinas; su CLIMA es caluroso en el verano, y frío en el invierno; sus enfermedades más comunes son tercianas y calenturas pútridas. Tiene 60 casas; igl. parr. (San Pedro) servida por un cura; una ermita (Ntra. Sra. del Puerto) en el término; y regulares aguas potables. Confina N. San Martín y Olmillos; E. Marquid; S. Carbajales y Muga, y O. Losacino y Vegalatrave, todos a una leg. Por él corren 2 arroyos sin nombre. Hay 2 montes llamados Valdeconejos y la Ribera, en el primero existe una mina de plomo argentífero. Los CAMINOS dirigen a los pueblos limítrofes, y se encuentran en muy mal estado. PROD. : centeno , trigo y pastos; cría ganado vacuno y lanar. IND.: una fábrica donde se beneficia el antimonio de que abunda el térm. de este l., y explotación de varias minas de plomo argentífero. POBL.: 54 vec., 218 alm. CAP. PROD. 56,500 rs. IMP. 6,381. CONTR. 2,442 rs. 23 mrs. El PRESUPUESTO MUNICIPAL asciende a 600 rs. cubiertos por reparto entre los vec.

A las minas de plomo argentífero citada por Madoz hay que añadir algunas otras de diferentes minerales de antimonio explotadas durante algunas décadas del siglo XIX y reabiertas algunos años de la primera mitad del XX. Actualmente apenas quedan vestigios de la actividad minera. Algunos pozos y galerías permanecen sellados.

## Geografía humana

### Demografía
Cuenta con una población de 89 habitantes (INE 2024).
| Gráfica de evolución demográfica de Losacio entre 1842 y 2021                                                         |
| |
| Población de derecho según los censos de población del INE. Población de hecho según los censos de población del INE. |

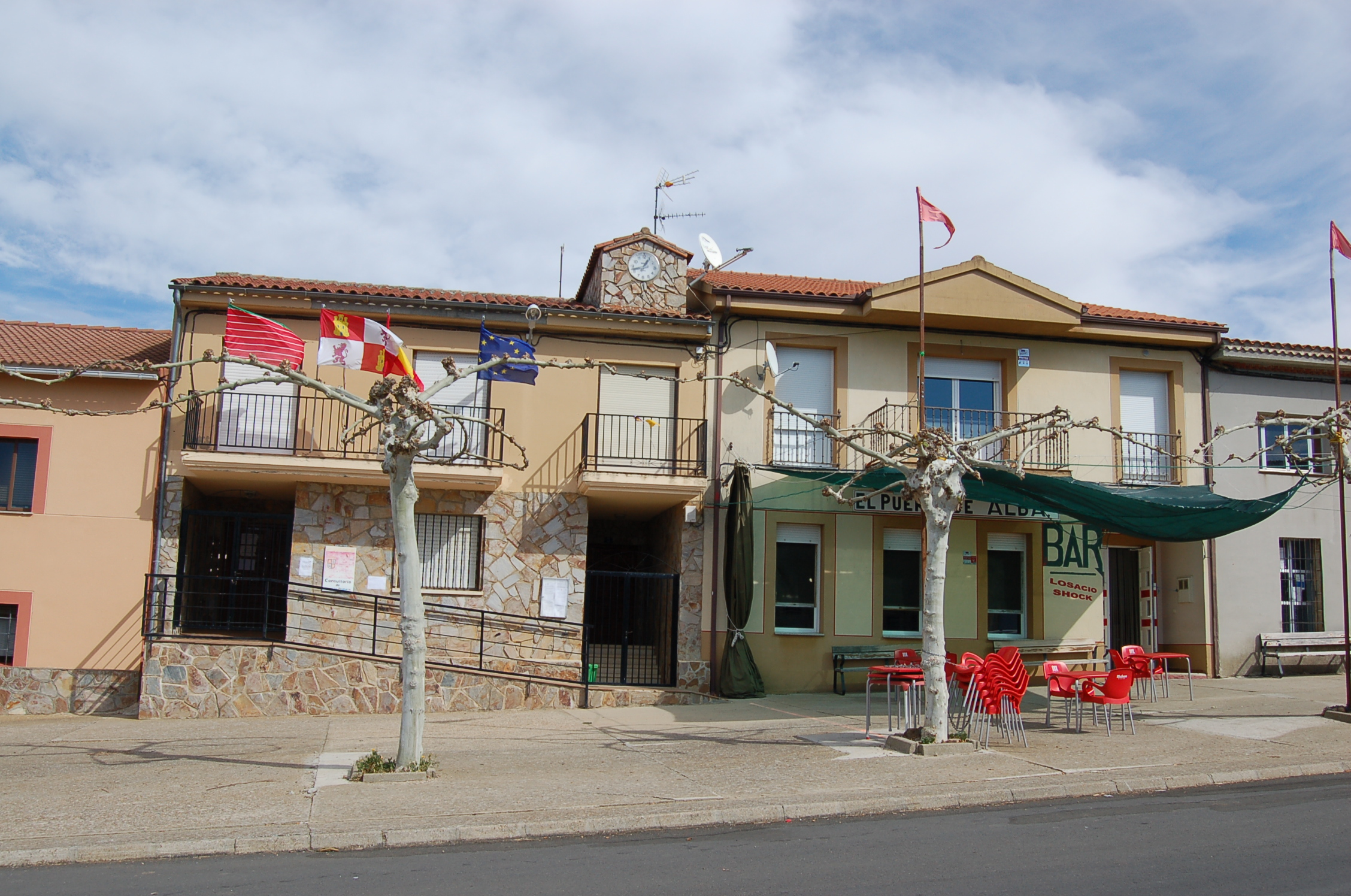
Casa consistorial

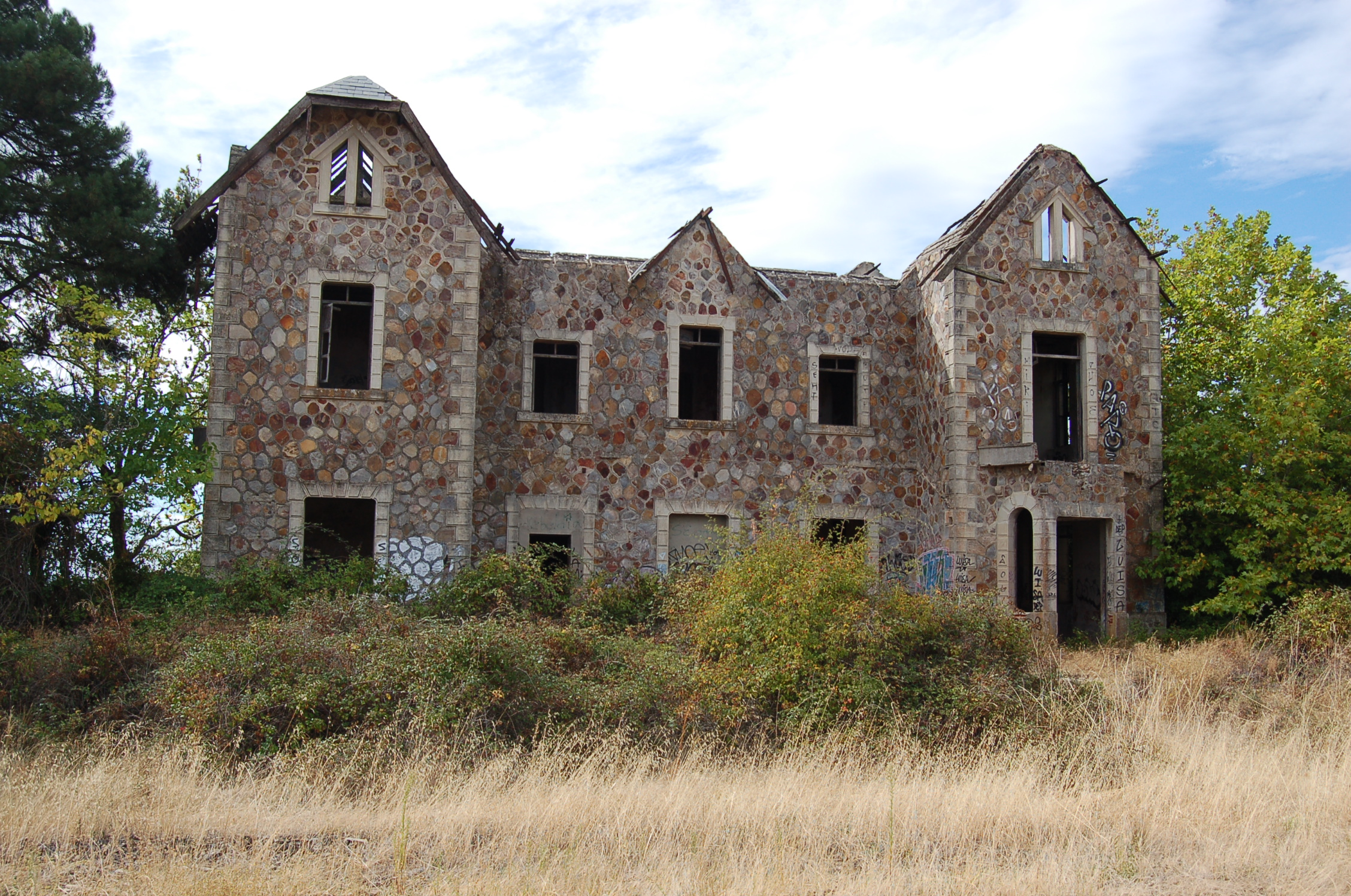
Antigua estación de Losacio-San Martín de Tábara

En las últimas décadas Losacio ha visto pasar su padrón municipal de 612 almas en 1950 a sólo 120 en enero de 2006. El mayor flujo migratorio, con el consiguiente descenso demográfico, menos nacimientos (al haber pocos matrimonios jóvenes) y más defunciones (población muy envejecida) tuvo lugar en las décadas de los sesenta y setenta pasando de los 557 habitantes en 1960 a únicamente 266 en 1981. Con las fiestas que se organizan cada verano Losacio recupera algo de vida y la gente que vive fuera no duda en venir a pasar un fin semana u otro al pueblo.

### Economía
En la primera mitad del siglo XX Losacio llegó a convertirse en uno de los municipios más importantes de la comarca en actividad humana, comercial, agrícola y ganadera.

## Patrimonio

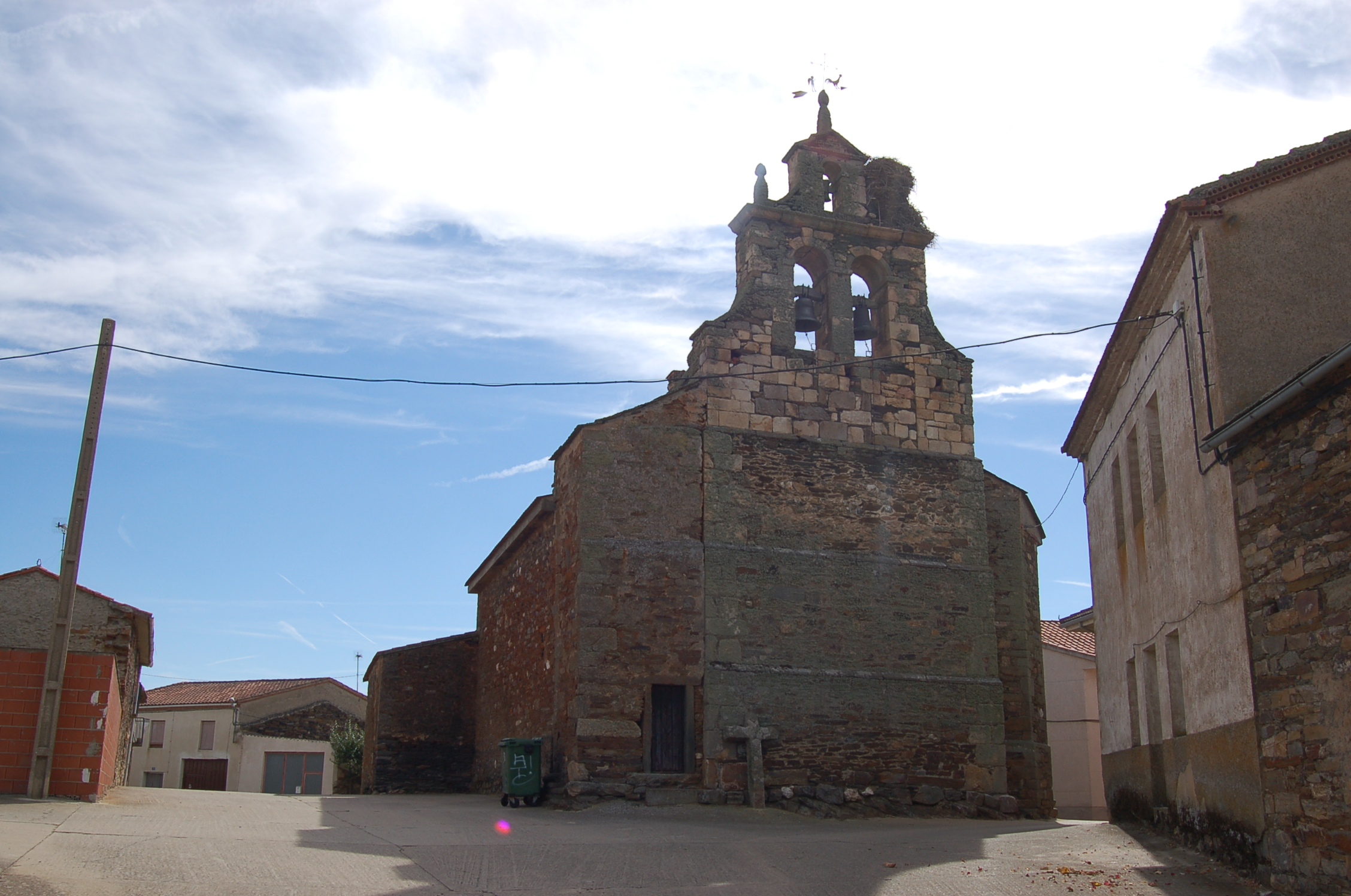
Iglesia de San Pedro

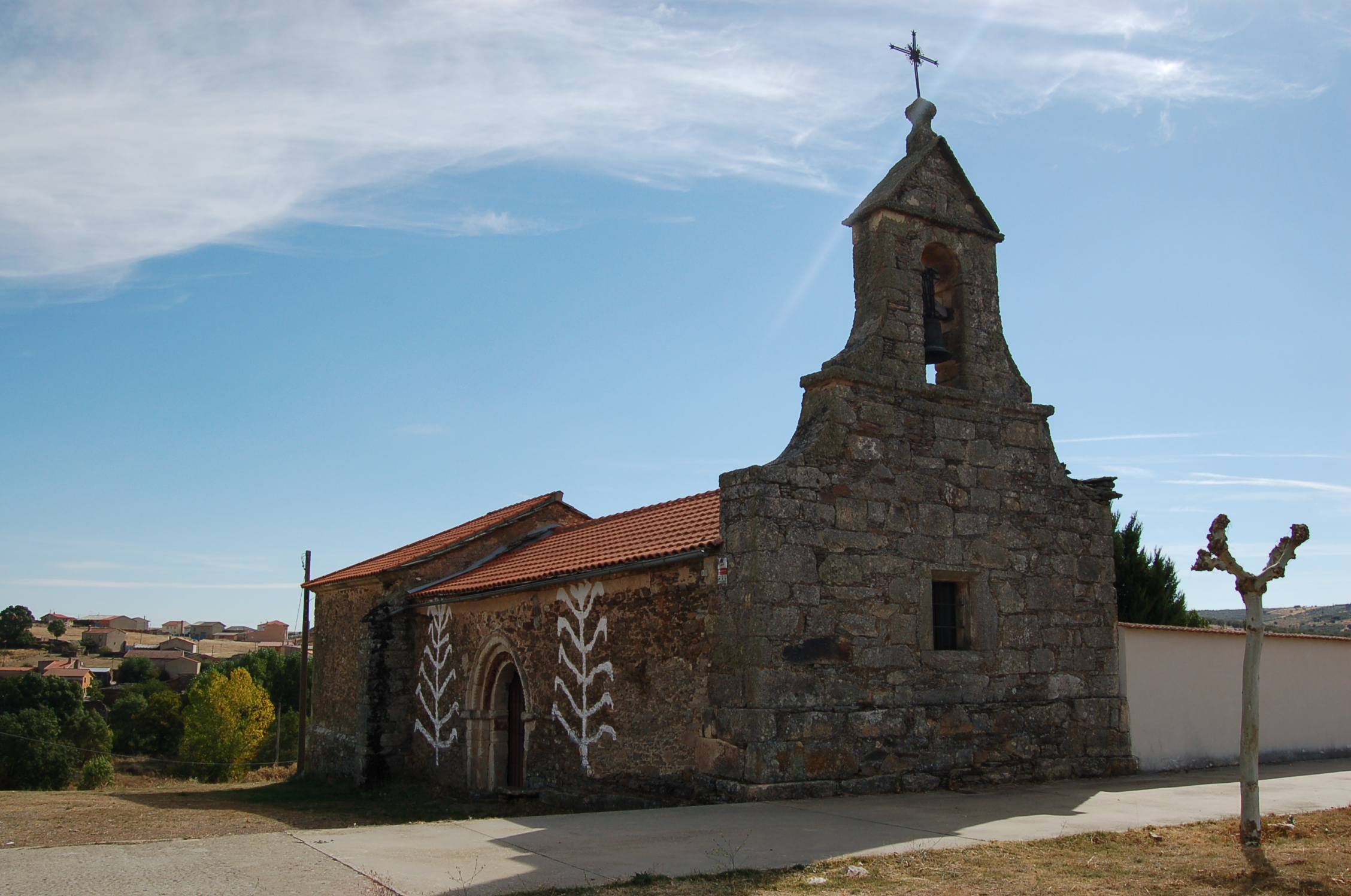
Ermita de la Virgen del Puerto

### Ermita de la Virgen del Puerto
En la Tierra de Alba y Aliste no son muchos los restos románicos que se conservan. Se destaca la belleza pintoresca de la humilde "Ermita de la Virgen del Puerto", situada solitaria en las eras, al otro lado del vallejo y frente al pueblo. 
Es obra reformada, con esbelta espadaña barroca. Perdura al norte una pequeña portada de época incierta, con tres archivoltas, de las cuales rudo dentado en la arista más externa es el único motivo decorativo existente. Un luminoso encalado, unido al ingenuo dibujo de grandes rameados vegetales a ambos lados de la entrada, trazados también con cal, humanizan con su encanto popular esta obra insignificante. 
En mayo, cuando la primavera llena de intenso verdor estos campos, una emotiva procesión, con veneradas imágenes portadas en carrozas, lleva intensa carga espiritual a estos despejados espacios.